# Florence Titty-Dimbeng
Pour les articles homonymes, voir Dimbeng.
 (octobre 2024).
La mise en forme du texte ne suit pas les recommandations de Wikipédia : il faut le « wikifier ».
Les points d'amélioration suivants sont les cas les plus fréquents :
- Les titres sont pré-formatés par le logiciel. Ils ne sont ni en capitales, ni en gras.
- Le texte ne doit pas être écrit en capitales (les noms de famille non plus), ni en gras, ni en italique, ni en « petit »…
- Le gras n'est utilisé que pour surligner le titre de l'article dans l'introduction, une seule fois.
- L'italique est rarement utilisé : mots en langue étrangère, titres d'œuvres, noms de bateaux, etc.
- Les citations ne sont pas en italique mais en corps de texte normal. Elles sont entourées par des guillemets français : « et ».
- Les listes à puces sont à éviter, des paragraphes rédigés étant largement préférés. Les tableaux sont à réserver à la présentation de données structurées (résultats, etc.).
- Les appels de note de bas de page (petits chiffres en exposant, introduits par l'outil «  Source ») sont à placer entre la fin de phrase et le point final[comme ça].
- Les liens internes (vers d'autres articles de Wikipédia) sont à choisir avec parcimonie. Créez des liens vers des articles approfondissant le sujet. Les termes génériques sans rapport avec le sujet sont à éviter, ainsi que les répétitions de liens vers un même terme.
- Les liens externes sont à placer uniquement dans une section « Liens externes », à la fin de l'article. Ces liens sont à choisir avec parcimonie suivant les règles définies. Si un lien sert de source à l'article, son insertion dans le texte est à faire par les notes de bas de page.
- La présentation des références doit suivre les conventions bibliographiques. Il est recommandé d'utiliser les modèles {{Ouvrage}}, {{Chapitre}}, {{Article}}, {{Lien web}} et/ou {{Bibliographie}}. Le mode d'édition visuel peut mettre en forme automatiquement les références.
- Insérer une infobox (cadre d'informations à droite) n'est pas obligatoire pour parachever la mise en page.

Pour une aide détaillée, merci de consulter Aide:Wikification.
Si vous pensez que ces points ont été résolus, vous pouvez retirer ce bandeau et améliorer la mise en forme d'un autre article.
Florence Titty-Dimbeng est une choriste, productrice et directrice artistique camerounaise. Figure pionnière des choristes camerounaises en France, elle a marqué l’histoire du Makossa et a contribué à de nombreux succès dans ce genre musical.

## Biographie

### Enfance, formation et débuts
Florence Titty-Dimbeng quitte le Cameroun très jeune, à la fin de ses études primaires, pour poursuivre sa scolarité en France. Après avoir obtenu son baccalauréat, elle commence des études de droit à Paris, tout en continuant à nourrir sa passion pour la musique, qu’elle pratique depuis son enfance. Elle apprend le piano et la musique classique parallèlement à ses études au lycée, puis à l’université. Cependant, ses études de droit ne se concrétisent pas. Pendant un stage dans un grand cabinet d’audit, elle décide d’abandonner cette voie et de se consacrer pleinement à la musique. Elle rejoint alors son oncle, le célèbre musicien Manu Dibango, avec qui elle commence sa carrière musicale dans les années 1980.

### Carrière musicale
Florence Titty-Dimbeng travaille étroitement avec Manu Dibango durant plusieurs années, participant à de nombreux albums, dont "Africa Electric" (1985) et "Wakafrica". Elle accompagne également le saxophoniste lors de nombreuses tournées internationales, partageant la scène avec des légendes de la musique telles que Miles Davis et Nina Simone, et enregistrant aux côtés de grands artistes comme Paul Simon. Bien qu’elle ait été encouragée à se lancer dans une carrière solo, notamment avec un album écrit pour elle par Lokua Kanza, Florence a toujours préféré rester dans l’ombre, en tant que choriste et collaboratrice.

### Agent artistique et productrice
En parallèle de sa carrière musicale, Florence développe des compétences en management et en production. Elle devient l’agent artistique de Manu Dibango, avant de se consacrer à la production de spectacles. Elle crée sa propre société de production, La Variété, et collabore avec des artistes comme Lokua Kanza, Angélique Kidjo et Sally Nyolo. Elle a également été directrice artistique des Kora Awards pendant 10 ans, un rôle qui l’a amenée à se rendre au Gabon pour organiser les Balafon-Gabon Music Awards,. Installée depuis plusieurs années dans ce pays, elle contribue activement à l’organisation d’événements musicaux de grande envergure,. En 2015, elle est nommée productrice exécutive et directrice artistique du grand concert de l'indépendance du Gabon, un spectacle diffusé en direct sur la télévision nationale. Aujourd’hui, Florence Titty-Dimbeng continue de travailler dans l'événementiel et dirige le label AO Consultingdu groupe Osspro.